# 那楚克·巴嘎班迪
那楚克·巴嘎班迪（1950年4月22日—）蒙古族，蒙古国扎布汗省雅鲁县（Яруу）人，蒙古国政治家，1997年至2005年任蒙古总统。

## 生平
巴嘎班迪生于扎布汗省雅鲁县的牧民家庭。1972年毕业于苏联列宁格勒制冷中等专业学校。1980年毕业于苏联敖德萨市食品工艺学院。1984年至1987年，在莫斯科社会科学院学习，获哲学副博士学位。1995年获敖德萨市食品工艺学院名誉博士称号。1999年获蒙古管理学院名誉博士称号。
巴嘎班迪在乌兰巴托市白酒啤酒联合企业当过机械师和工程师。巴嘎班迪历任蒙古人民革命党中央委员会宣传部顾问、中央书记、副主席、主席等职务。1992年至1996年，巴嘎班迪任蒙古国国家大呼拉尔主席。1997年当选为蒙古国总统，并于2001年连任，2005年6月卸任总统。 

## 家庭
妻子为阿扎德苏伦·奥云比列格，有1女1子。